# Anatolij Onoprijenko
Anatolij Onoprijenko (in ucraino Анатолій Онопрієнко?; Oblast' di Žytomyr, 25 luglio 1959 – Žytomyr, 27 agosto 2013) è stato un serial killer ucraino, conosciuto anche con i soprannomi di "La bestia dell'Ucraina" e "Il Terminator".
Dopo essere stato arrestato dalla polizia, Onoprijenko confessò di aver ucciso 52 persone.

## Biografia

### I primi anni
Onoprijenko nacque a Lasky, nell'oblast' di Žytomyr, il 25 luglio 1959; era il secondo di due figli e perse la madre a soli 4 anni. Dopo questo lutto, il padre, a causa di difficoltà economiche, decise, dopo tre anni, di affidare Anatolij ad un orfanotrofio tenendo con sé il primogenito; è il 1967 e questa scelta peserà molto sulla psiche del giovane Onoprijenko. Intorno a 17 anni divenne un marinaio e conobbe una ragazza che diventò sua moglie, la quale lo lasciò pochi anni dopo (forse nel 1989). Prestò anche servizio nell'esercito sovietico, ma si congedò a causa del mobbing ricevuto.

### Gli omicidi (1989-1996)
Onoprijenko commise i suoi primi omicidi nel 1989. In quel periodo aveva fatto amicizia con un uomo di nome Sergej Rogozin, conosciuto in una palestra. I due diventarono molto amici, e un giorno di quell'anno decisero di diventare criminali, mettendo a segno alcuni furti svaligiando piccoli appartamenti. Tutto filò liscio per qualche tempo, fino a quando, una notte, mentre stavano svaligiando una casa isolata fuori dalla città di Bratkovyči, i due furono sorpresi dai proprietari della casa assieme alla loro famiglia. Onoprijenko e Rogozin, che avevano agito senza maschere, decisero che, per essere ancora liberi, dovevano sterminare l'intera famiglia. Così fecero, uccidendo a colpi di pistola i due coniugi e i loro figli presenti (non è chiaro se ci fossero tutti e 8 i figli). Quando furono ritrovati i cadaveri della famiglia, Onoprijenko interruppe i rapporti con Rogozin, e decise di uccidere in un altro villaggio adiacente.
Passati alcuni mesi, il 16 agosto 1989, commise il suo primo omicidio in azione solitaria: una notte si avvicinò ad un'auto, dove dormiva un'intera famiglia di cinque persone. Anatolij voleva derubarli, ma qualcosa andò storto e decise di ucciderli tutti e cinque a colpi di fucile, compreso un bambino di 11 anni. Dopo che tutti furono morti, per riposarsi si sedette in auto insieme ai cadaveri e, quando questi cominciarono a puzzare, diede fuoco all'auto, carbonizzandoli. Uccise anche due testimoni. Dopo questi due massacri, il serial killer si trasferì da un suo lontano cugino, tenendo a bada i suoi istinti omicidi per più di cinque anni.
Cinque anni dopo, la notte del 24 dicembre 1995 in una zona rurale di un piccolo villaggio dell'Ucraina, uccise senza motivo la famiglia Zajčenko, composta da un insegnante di selvicoltura, sua moglie e i due figli (l'ultimogenito era nato nel settembre 1995), a colpi di fucile a canne mozze (rubato tempo prima), incendiando poi la casa. 
Dopo l'ennesimo sterminio, la psiche andò di nuovo in frantumi: nove giorni dopo, il 2 gennaio 1996, uccise a colpi di pistola tutti e quattro i componenti di un'altra famiglia; mentre fuggiva dalla scena del crimine, l'assassino incrociò un altro uomo che passava di lì e, senza pensarci due volte, sparò anche a lui.
Quattro giorni dopo, il 6 gennaio uccise quattro persone in tre eventi separati, su un'autostrada, deciso ad uccidere il maggior numero di automobilisti che poteva. Ricorrendo a vari stratagemmi, riuscì a fermare ben tre auto ed uccidere quattro persone: un marinaio, un taxista e un cuoco con sua moglie. 
Passarono solo 11 giorni e di nuovo sterminò un'altra famiglia; il 17 gennaio 1996 penetrò nella casa della famiglia Pilat, composta da cinque persone, uccise tutte a colpi di fucile, compreso un bambino di sei anni. Uscito dalla casa in fiamme, Onoprijenko trovò casualmente sulla sua strada una ventisettenne operaia delle ferrovie e un uomo di 56 anni e, senza perdere tempo, li uccise entrambi. 
Passarono solo due settimane che, il 30 gennaio, nel villaggio ucraino di Fastiv, uccise una ragazza di 28 anni, i suoi due figli e un amico di 32 anni a colpi di fucile.
Poco tempo dopo, nell'oblast' di Žytomyr, a Olevs'k, la famiglia Dubčak di quattro persone, venne massacrata. Onoprijenko uccise a colpi di fucile il capofamiglia e il figlio, e dopo si accanì a martellate contro la moglie costringendola ad aprire la cassaforte, per poi spaccarle il cranio. Dopo aver ucciso le tre persone, Onoprijenko si accorse che una bambina era ancora viva (la quale aveva assistito terrorizzata allo sterminio della sua famiglia) e quindi uccise anche lei, dopo il suo rifiuto di aprire la cassaforte e la sua sfacciataggine. 
Qualche settimana dopo, il 27 febbraio 1996, nell'oblast' di Leopoli, nell'estremo ovest dell'Ucraina, Onoprijenko entrò nella casa dei Bodnarčuk, dove uccise marito e moglie a colpi di fucile, mentre le due figlie di 7 e 8 anni vennero fatte letteralmente a pezzi a colpi di ascia. Un'ora dopo, un uomo d'affari, vicino di casa della famiglia uccisa, si trovava nei pressi a passeggiare e Onoprijenko decise di ucciderlo con una fucilata e di finirlo con l'ascia usata per massacrare le bambine. 
Il 22 marzo, nel piccolo villaggio di Bus'k, fu uccisa la famiglia Novosad di quattro persone, e la casa fu data alle fiamme. Questo fu l'ultimo massacro.

### Le indagini
Nonostante l'enorme mobilitazione di uomini e mezzi, nessuno fu mai incriminato, perché non c'erano concreti sospetti su nessuno. Solo il 7 aprile, quasi tre settimane dopo il suo ultimo massacro, Pëtr Onoprijenko, cugino di Anatolij, telefonò alla polizia raccontando un episodio che l'aveva preoccupato: un giorno aveva trovato nascosta in un armadio una gran quantità di armi. Spaventato, intimò a suo cugino di prendere la propria roba ed andarsene. Per tutta risposta, Anatolij si arrabbiò molto, disse che lo stava accusando ingiustamente e lo ammonì di stare attento alla sua famiglia perché avrebbe potuto fare una brutta fine. Entro pochi giorni, Anatolij si trasferì a Žytomyr insieme ad una donna e al figlio di lei, portando con sé tutta la sua roba, ma Pëtr, ancora preoccupato per quella minaccia, decise di contattare la polizia, che prese molto seriamente la situazione e si recò a casa di Anatolij pochi giorni dopo, mentre sua moglie e il figlio stavano in chiesa.
Dopo l'arresto si chiuse in un mutismo assoluto, rifiutando di rispondere alle domande e negando la responsabilità nelle uccisioni, nonostante la montagna di accuse contro di lui: venne allora chiamato l'ispettore Bohdan Teslja, noto per la sua capacità di rilassare e mettere a proprio agio i sospetti. Proprio grazie al suo intervento, entro la notte Onoprijenko iniziò una confessione di alcuni giorni molto dettagliata riguardo alla sua vita. 
Il processo iniziò il 12 febbraio 1999, prima del processo, occorre procedere alla lettura di tutti i capi d'accusa all'imputato che, nel caso di Onoprijenko, erano qualcosa come 99 volumi pieni di informazioni, testimonianze, foto di corpi smembrati, foto di oggetti rubati e altro ancora. Onoprijenko fu trovato colpevole di 52 omicidi e per questi condannato alla pena di morte tramite fucilazione il 31 marzo 1999. Siccome l'Ucraina voleva entrare nell'Unione europea, la condanna venne poi commutata in ergastolo. 
Sergej Rogozin, complice di Onoprijenko nel primo massacro, quello della famiglia Bratkovyči nel 1989, è stato invece condannato a 13 anni di carcere.

### La morte
Anatolij Onoprijenko è morto per insufficienza cardiaca il 27 agosto 2013 alle 17:15 mentre scontava la sua pena nella prigione di Žytomyr, dopo 14 anni di reclusione.